# Руни, Энди
Энди Руни (англ. Andrew Aitken Rooney; 1919, Олбани (штат Нью-Йорк) — 2011, Нью-Йорк) — американский журналист, автор и ведущий популярной рубрики в программе «60 минут».

## Биография
Руни начал свою журналистскую карьеру во время Второй мировой войны будучи в армии, когда стал писать для газеты Stars and Stripes. В феврале 1943 года он стал одним из шести корреспондентов, полетевшими вместе с американскими ВВС на вторую американскую бомбардировку Германии. Позднее он также стал одним из первых западных журналистов, посетивших нацистские контрационные лагеря. В 1949 году Руни устроился в CBS, где работал в качестве сценариста, редактора и продюсера до 1970 года, когда руководство канала отказалось пустить в эфир его материал о войне во Вьетнаме.
В 1973 году он вернулся на канал, а в 1978 в рамках программы «60 минут» вышел первый выпуск его рубрики «Несколько минут с Энди Руни» («A Few Minutes with Andy Rooney»).
В своей программе Руни рассуждал на самые разные темы, от актуальных новостных событий до отвлеченных вещей, включая недовольство банками или авиакомпаниями. Считается, что жанр телевизионного комментария в его современном виде обязан своим появлением Энди Руни.
Руни был госпитализирован 25 октября в связи с осложнениями после перенесённой операции. Умер 4 ноября 2011 года в возрасте 92 лет, спустя месяц после своей последней передачи. Был похоронен на кладбище Rensselaerville Cemetery города Rensselaerville, округ Олбани, штат Нью-Йорк.